# Wildpark (Frankfurt nad Odrą)

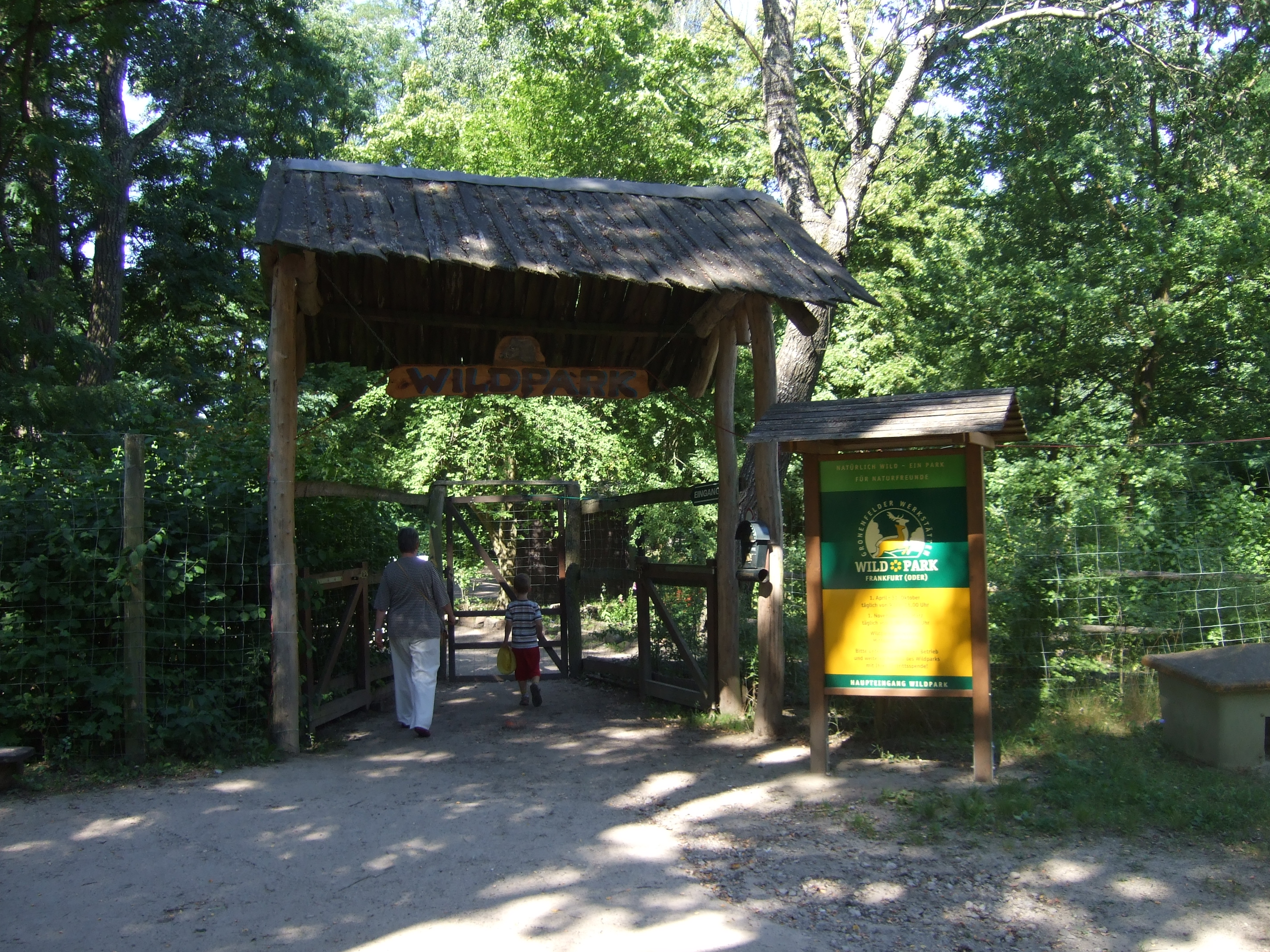
Wejście do Wildparku

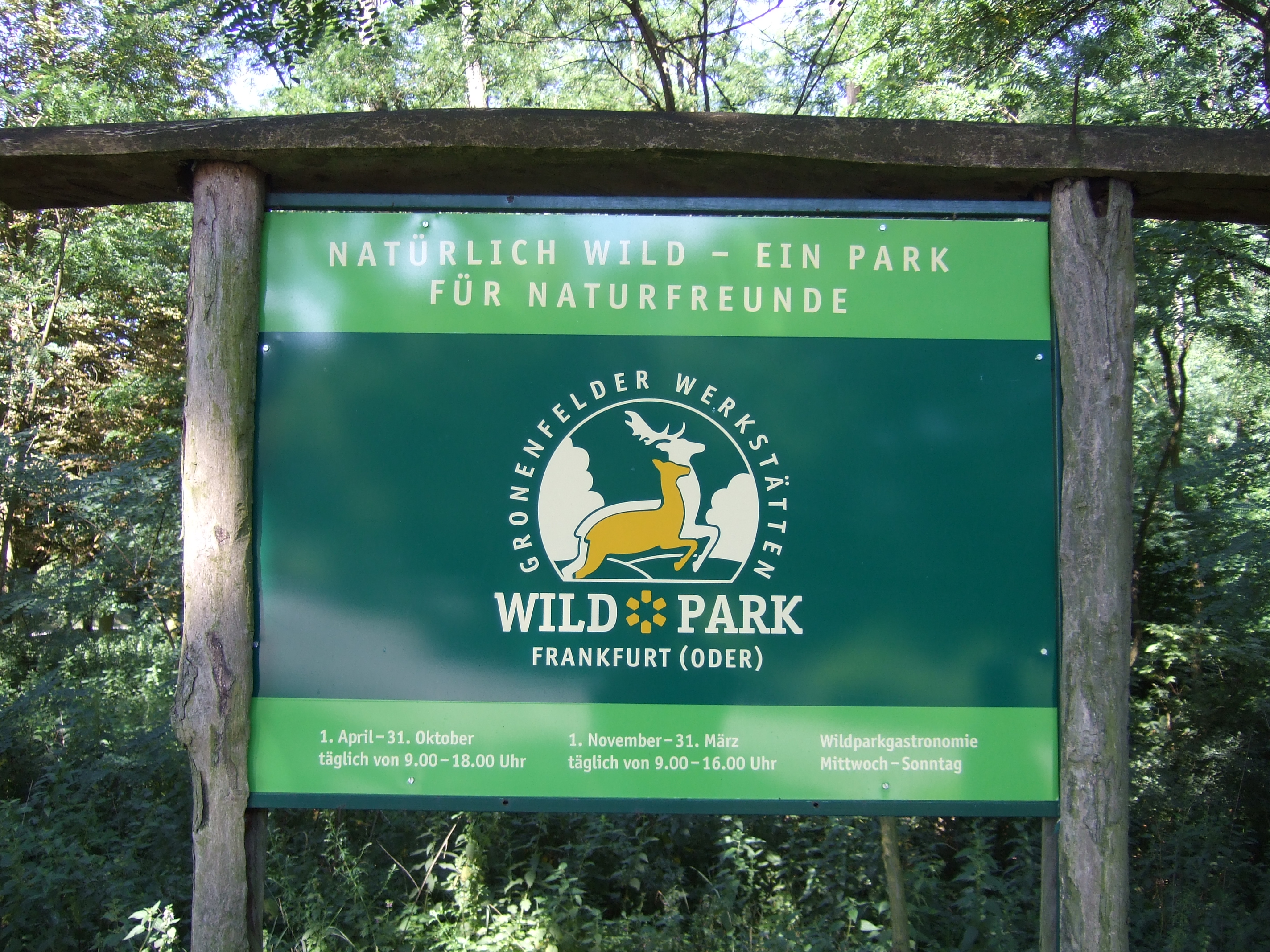
Tablica z logo i godzinami otwarcia

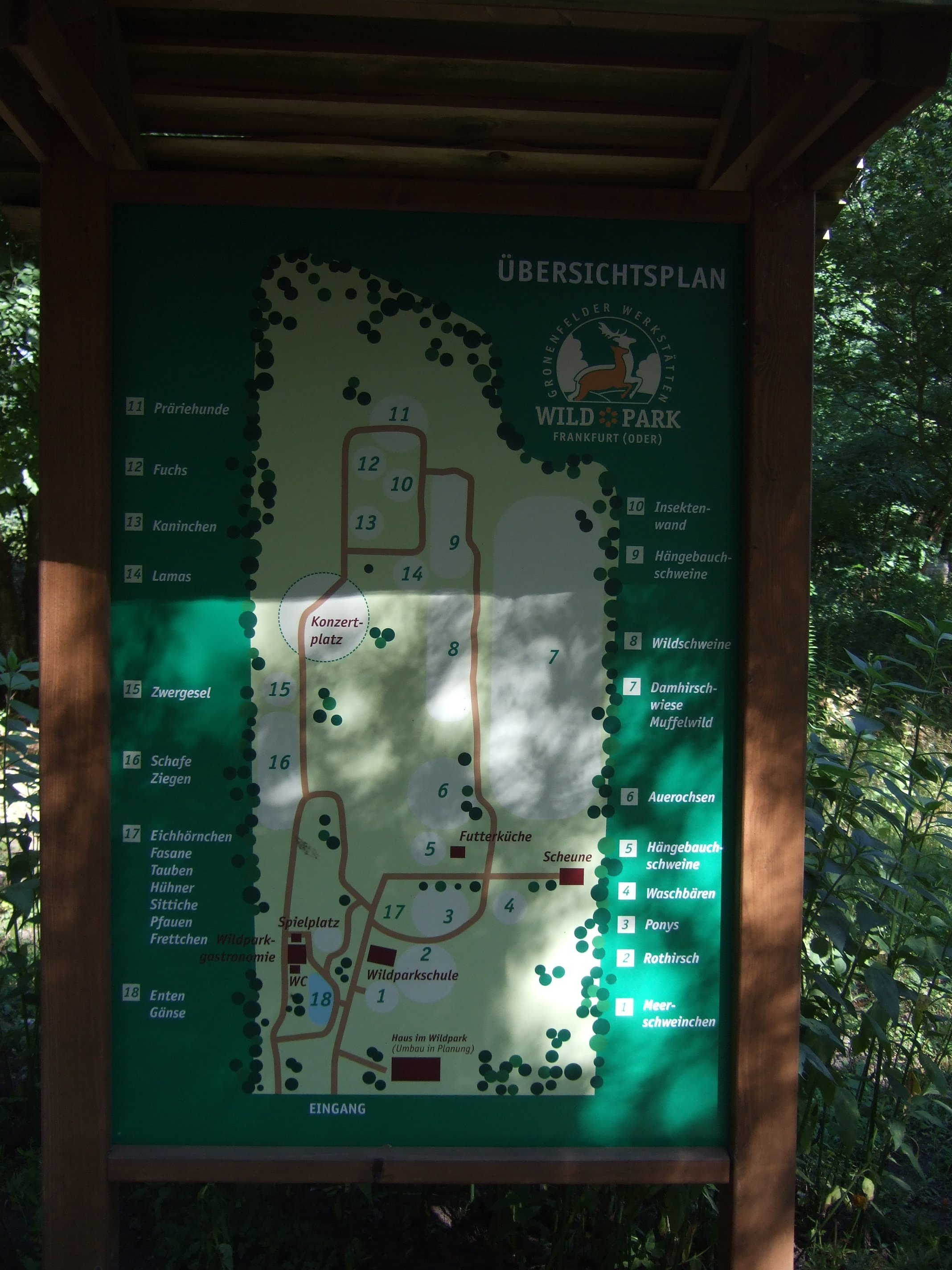
Schemat Wildparku

Wildpark – zwierzyniec we Frankfurcie nad Odrą, w dzielnicy Rosengarten, na terenie Frankfurter Stadtwald; zajmuje powierzchnię 16 ha.

## Historia
W 1912 w tym miejscu powstała strzelnica armii Cesarstwa Niemieckiego. W latach 1945–1994 strzelnica Grupy Wojsk Radzieckich w Niemczech.
W 1994 stowarzyszenie Verein Wildpark e.V. przy współpracy  z Internationaler Bund e.V.zaczęło przekształcanie tego terenu w zwierzyniec. Oficjalne otwarcie Wildparku miało miejsce 1 czerwca 2000. Zwierzyniec przypomina ogród zoologiczny, z tym, że wiele zwierząt nie zamknięto w klatkach, lecz pozwolono im swobodnie przemieszczać się po terenie parku.
Wildpark stanowi miejsce wypoczynku wielu mieszkańców oraz gości Frankfurtu nad Odrą. W skali roku odwiedza go ok. 30 000 osób i co roku otrzymuje wsparcie od miasta w wysokości 9.000 euro.
Od stycznia 2006 zarządcą parku zostały Gronenfelder Werkstätten.

## Rośliny i zwierzęta
Na terenie parku znajduje się wiele gatunków roślin i zwierząt, którym stworzono warunki naturalne bądź zbliżone do naturalnych (w sumie jest to 300 zwierząt 30 różnych gatunków).
| ptaki: - bażanty - gęśce - gołębie - kaczkowate - kury domowe - papugi - pawie ssaki: - capra (kozły i koziorożce) - chomiki - daniele - dziki - fretki domowe | - jelenie szlachetne - kozły śnieżne - kuce - lamy - lisy - muflony - nieświszczuki czarnoogonowe - osły - owce - szopy pracze - kawie domowe - wiewiórki oraz owady. |

## Galeria

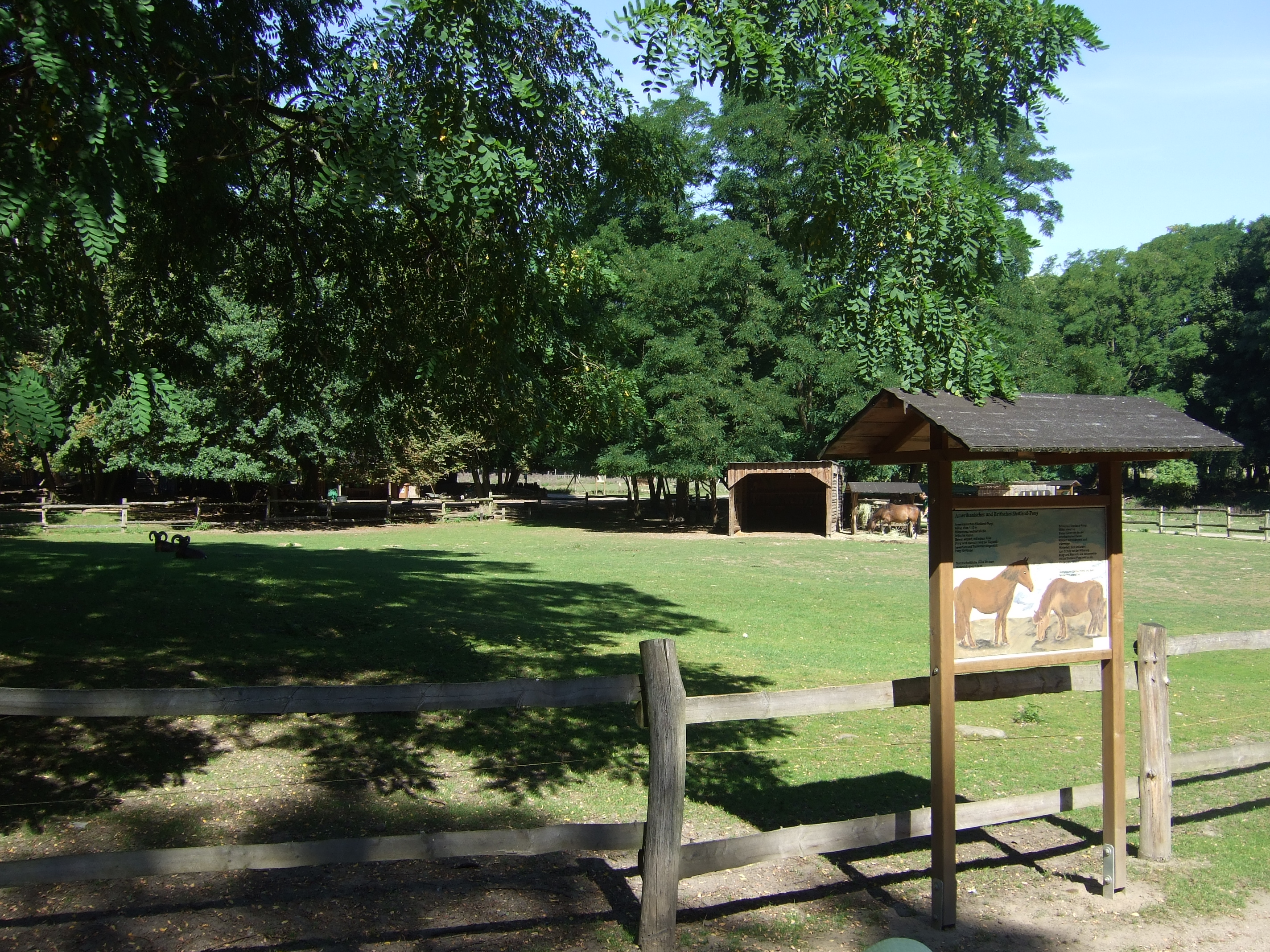
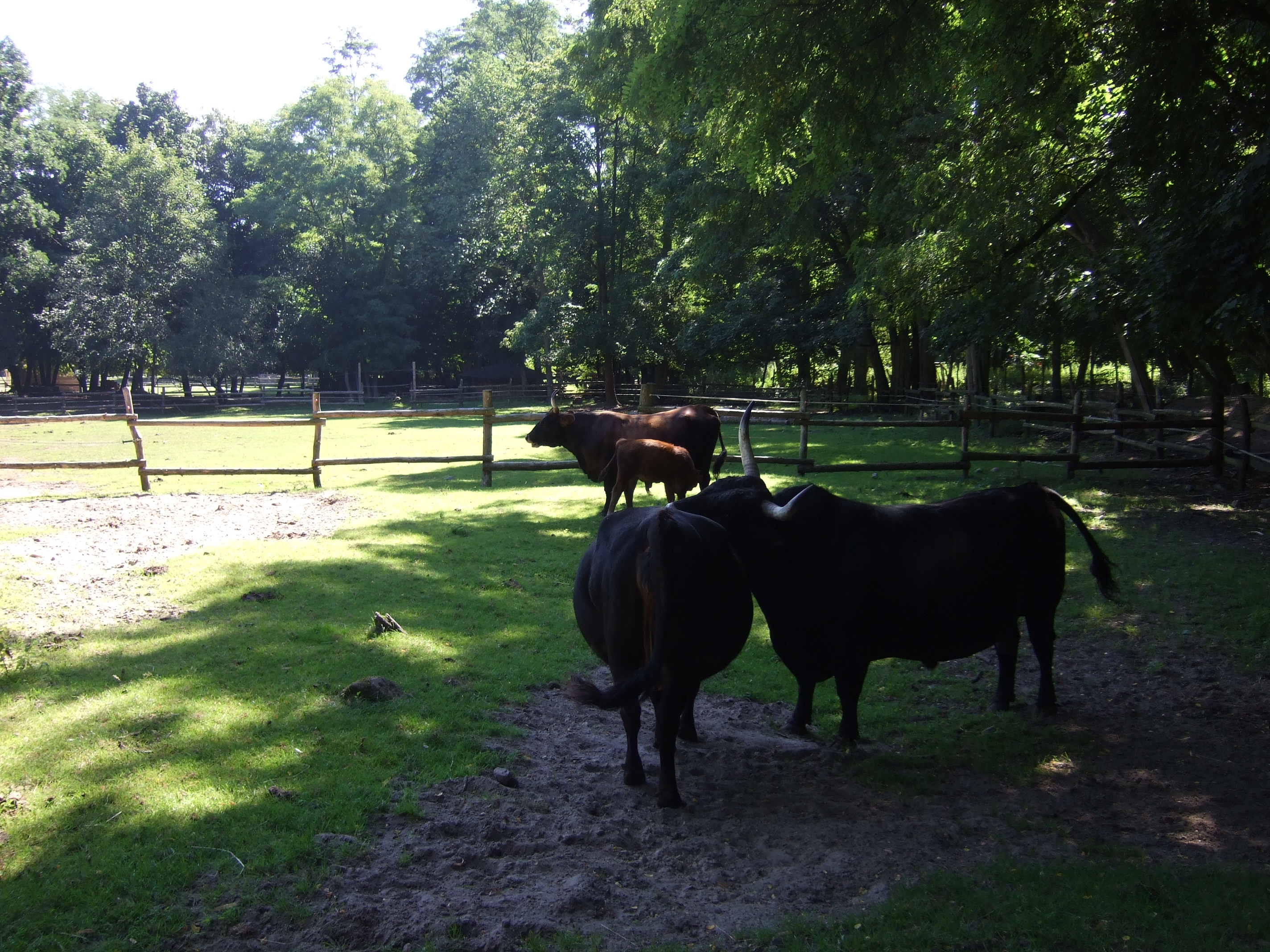
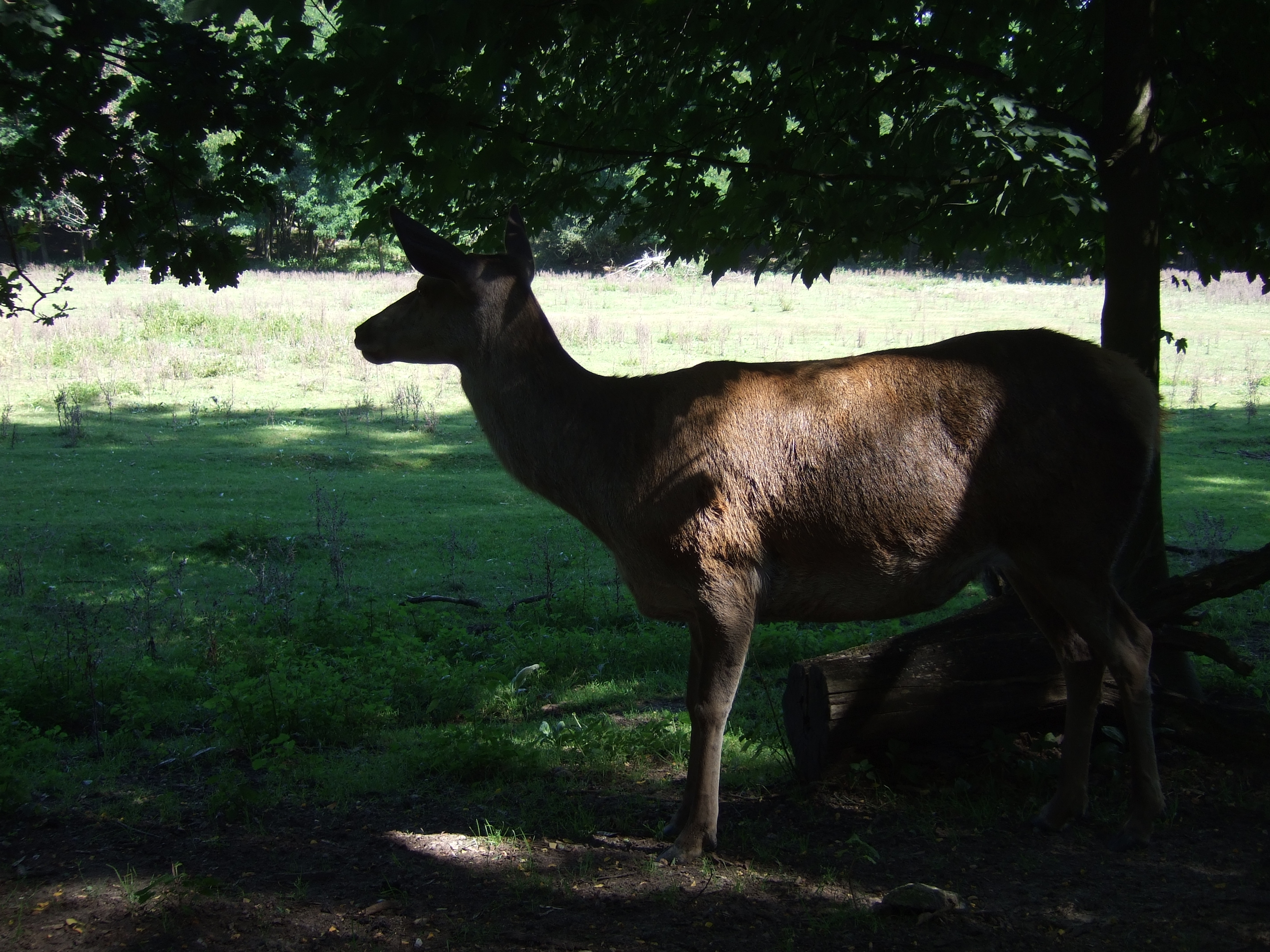
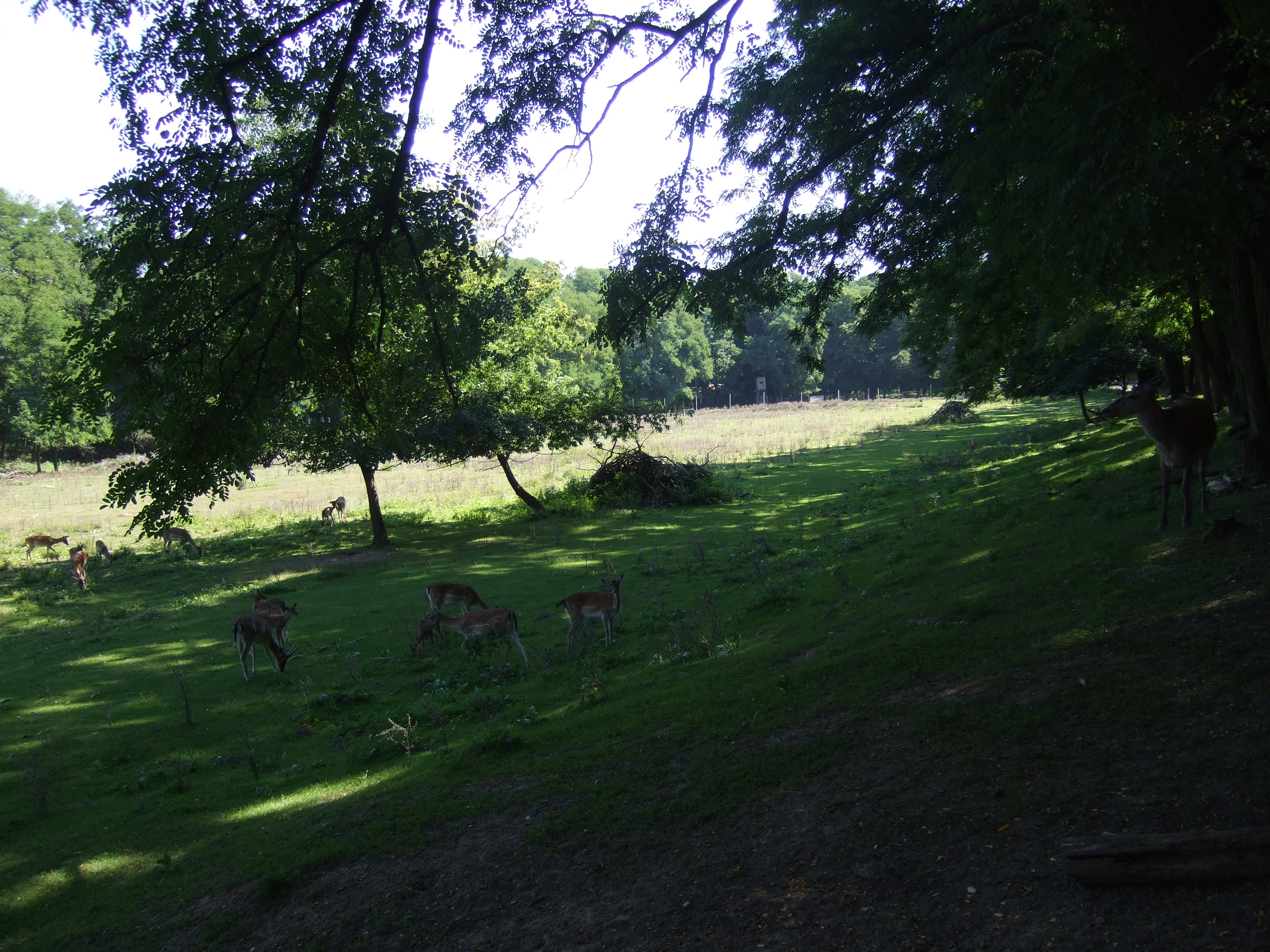